# Gefolge
Gefolge oder Gefolgschaft bezeichnet eine Gruppe von Gefolgsleuten, die sich um einen Anführer schart.
Das Gefolge eines Herrschers, Fürsten oder hohen Adligen bezeichnet im Allgemeinen die Angehörigen seines Hofes, die sowohl zivile als auch militärische Aufgaben wahrnehmen können.
Gefolgschaft bezeichnet im allgemeinen, nichtmilitärischen Sinn die Anhänger einer Führungsperson, Partei, Gruppierung oder Glaubensgemeinschaft. Militärische Gefolgschaft meint insbesondere ein aus der Antike überliefertes, klientelartiges System der Kampfgenossenschaft bei den Germanen.

## Geschichte

### Begriff
Der Begriff Gefolgschaft ist eine Neubildung der historischen Rechts- und Verfassungslehre des 18. und 19. Jahrhunderts und wurde zunächst verwendet, um den lateinischen Begriff comitatus zu übersetzen, der aus der Germania des Tacitus (Kapitel 13 und 14) bekannt war. Man verstand darunter im engeren Sinne bei germanischen Stämmen eine freiwillige, durch Treueid gefestigte Vereinigung erprobter Männer und wehrfähiger Jünglinge um einen charismatischen oder berühmten Führer, meist einen König, Gaufürsten oder Herzog. Bei den Langobarden war hierfür die Bezeichnung Gesinde üblich.

### Anfänge und Quellen
Die Anfänge der Gefolgschaft sind aus den Berichten Caesars im Gallischen Krieg zu rekonstruieren. Die „Gefolgschaft“ oder Anhängerschaft eines germanischen Fürsten ist hier ein zeitlich befristeter Verband von jungen, vornehmen Männern, die sich zu ausschließlich kriegerischen Zwecken durch eine Art Treueverhältnis an den Anführer binden. Die ausführliche Schilderung bei Tacitus weicht hiervon insoweit ab, dass die zeitliche Begrenzung bei ihm wegfällt und die durch einen Eid an den Fürsten gebundenen Männer auch nach Beendigung der militärischen Unternehmungen im Haushalt ihres Herrn leben. Der Eintritt in eine Gefolgschaft verlieh den Anhängern Ehre und Prestige (dignitas); umgekehrt mehrte die Zahl der Gefolgsleute das Ansehen des Führers. Grundvoraussetzung für die Bildung einer Gefolgschaft war der Kriegsruhm des Anführers, vermutlich aber auch seine vornehme Herkunft und eine ausreichende materielle Grundlage zur Versorgung seiner Anhängerschaft. In späteren Phasen der Gefolgschaftsbildung wurden die Mitglieder der Gefolgschaft materiell weitgehend abhängig von den immer mächtiger werdenden Anführern und konnten durch materielle Anreize auch außerhalb der Stammesvereinigung rekrutiert werden.
Die Gefolgsleute erhielten für ihre Dienste freien Unterhalt, persönliche Ausrüstung, einen Anteil an der Beute sowie sonstige Geschenke. In der Schlacht kämpften sie wetteifernd unter dem Dienstherrn. Außerdem begleiteten sie ihren Herrn zum Thing. Die Gefolgsherren und ihre Leute bildeten eine gut bewaffnete, stets kampfbereite Elite innerhalb der Gruppe der wehr- und waffenfähigen Freien. In Friedenszeiten zogen die Gefolgsleute auch mit anderen Fürsten in kriegerische Auseinandersetzungen. Im Kampf gegen die Römer stützten sich im 4. Jahrhundert vor allem die alemannischen Kleinkönige auf Gefolgschaften. Die meist nur beschränkte Größe der Gefolgschaften wurde in historischen Berichten oft überschätzt, da die Gefolgsleute mit den freiwillig mitziehenden Kriegern verwechselt oder vermischt wurden. So zählte die Gefolgschaft des alemannischen Gaukönigs Chnodomar etwa 300 Männer, während Fürsten wie beispielsweise Ariovist mehrere Tausend freiwillige Krieger zu kriegerischen Unternehmungen führten.

### Weiterentwicklung im Mittelalter

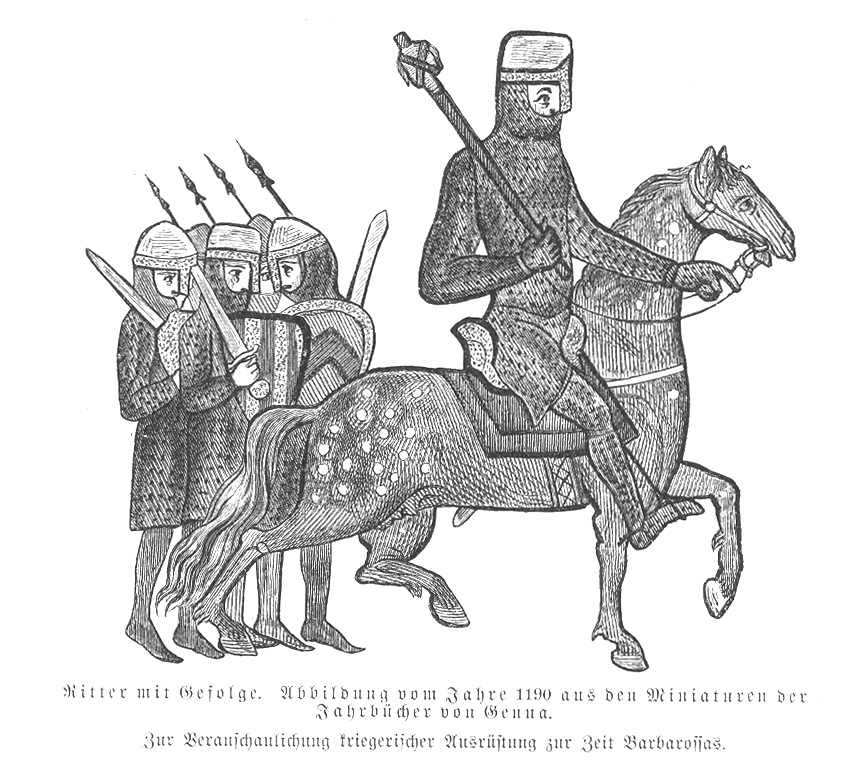
Ritter mit Gefolge (um 1190)

In der Zeit der Völkerwanderung und Sesshaftwerdung bildeten sich innerhalb des Gefolgschaftswesens einzelne Funktionen schärfer heraus und diversifizierten sich. Besonders das Auftreten bei der Thingversammlung führte zu Funktionsverlagerungen; so wurden aus den buccellari, eigentlich Berufskrieger einer Leibwache zum Schutz von Privatleuten, bis zum 7. Jahrhundert im Westgotenreich eine Gruppe von Hilfsbeamten, Richtern und zuletzt Bütteln, die das Siegel des Dienstherrn führten. Die buccellari waren in spätrömischer Zeit hauptsächlich Germanen, da das westgotische Gefolgschaftssystem wohl selbst germanischen Ursprungs war, doch sind auch Einflüsse des römischen Klientelsystems nicht auszuschließen. Im Langobardenreich bildeten die gasindii, die Freie oder Freigelassene sein konnten, eine von den übrigen Kriegern abgesetzte soziale Schicht, die durch ihre Nähe zum König oder Herzog ein besonderes Sozialprestige besaß. Auch das angelsächsische gesiþ bezeichnete einen Gefolgsmann, dessen soziale Stellung unterhalb des cyninges þegn (Gefolgsmann des cyning) und oberhalb des ceorl (engl. churl, „Kerl“, freier Mann) lag.
Im fränkischen Reich hatte nur der König das Recht, Gefolgsleute als so genannte antrustiones zu halten. Noch in der merowingischen Periode trat an ihre Stelle das Vasallentum oder Lehnswesen, das ursprünglich niedere Diener umfasste, sich aber nach dem Vorbild des Gefolgschaftswesens veredelte. Dennoch ist eine Gleichsetzung von Gefolgsmann und Vasall problematisch, da die fränkische Vasallität trotz vieler Überschneidungen nur teilweise an Gefolgschaftsmuster anknüpfte und von Anfang an stark durch die aus dem Bereich der Hausgemeinschaft übernommenen Merkmale der Dienstbarkeit und Unterordnung geprägt war. Eine Kontinuität des Gefolgschaftswesens bis ins Hochmittelalter wird manchmal für die nordischen Länder angenommen, wo sich trotz kontinentaler und angelsächsischer Einflüsse erst spät feudale Strukturen durchsetzten.

### Dichtung
In den auf germanische Tradition zurückgehenden Heldensagen, vom Beowulf über die Tafelrunde der Artussage bis hin zum Nibelungenlied, wird das Gefolgschaftswesen noch zu einer Zeit verherrlicht, als es aus dem wirklichen Leben längst verschwunden war.

## Moderne Formen der Gefolgschaft

### Suite
In der Neuzeit fasste man bis ins 20. Jahrhundert unter der französischen Bezeichnung Suite das militärische Gefolge des Landesherren, eines Feldherrn oder kommandierenden Generals zusammen. Sie begleitete ihn bei seinem Dienst und konnte von ihm nach Belieben eingesetzt werden. Zur Suite gehörten der Generaladjutant, die Generalstabs- und Ordonnanzoffiziere. Sie standen dann à la suite der betreffenden Persönlichkeit.

### Warlordschaften
Neuzeitliche, nicht besonders legitimierte, sondern nur durch Macht und die Aussicht auf Belohnung, Beute oder Ruhm zusammengehaltene Formen kriegerischer Gefolgschaften mit schwacher Gruppenidentität werden durch sogenannte Warlords geführt. Dieser Begriff wird anachronistisch oft auch auf spätantike Kriegsherren angewandt.